# 침강계수
침강계수(沈降係數, 영어: sedimentation coefficient) 또는 침강속도 s는 화학에서 원심분리기에서 침강 속도를 중력 원심력의 가속도로 나눈 값이다.
{\displaystyle s={{v_{t}} \over {a}}}
입자의 침강 계수는 원심 분리 동안의 침강 특성을 나타낸다. 이는 침강을 유발하는 적용된 가속도에 대한 입자의 침강 속도의 비율로 정의된다.

## 생화학
세포 내 리보솜의 침강계수는 다음과 같다.
| 세포     | 리보좀 대단위체(large subunit) | 리보솜 소단위체(small subunit) |
| -------- | ------------------------------ | ------------------------------ |
| 원핵세포 | 50S                            | 30S                            |
| 진핵세포 | 60S                            | 40S                            |

## 같이 보기
- 클리어링 팩터